# انفجار گاز ۲۰۱۳ در روساریو
انفجار گاز ۲۰۱۳ در روساریو  
یک انفجار گاز ناشی از نشت بزرگ گاز در منطقه مسکونی روساریو، سومین شهر بزرگ آرژانتین، در ۶ اوت ۲۰۱۳ رخ داد. یک ساختمان نزدیک فرو ریخت و ساختمان‌های دیگر در معرض خطر فروپاشی قرار گرفتند. بیست و دو نفر جان باختند و شصت نفر زخمی شدند. چندین سازمان به امن‌سازی منطقه، جستجوی بازماندگان و کمک به افرادی که خانه‌هایشان را از دست داده بودند، کمک کردند. بلافاصله پس از انفجار، زمان مورد نیاز برای بازسازی حدود شش ماه تخمین زده شد.
قوه قضائیه استانی تحقیقاتی را در مورد علت انفجار آغاز کرد. مظنونان اصلی شرکت لیتورال گاز (تأمین‌کننده گاز طبیعی روساریو) و یک کارمند بودند که در روز حادثه در ساختمان کارهای نگهداری انجام می‌داد. چندین شخصیت عمومی تسلیت گفتند و بیشتر نامزدهای انتخابات پارلمانی آرژانتین کمپین‌های سیاسی خود را متوقف کردند.

## انفجار

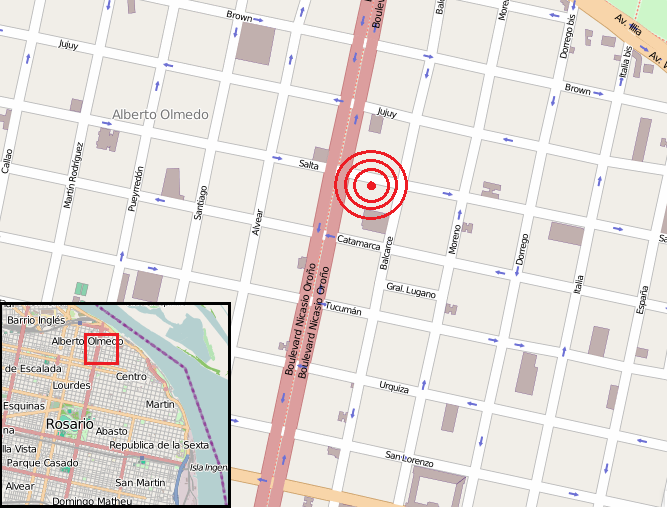
نقشه موقعیت

انفجار در ساعت ۹:۳۰ صبح نزدیک به تقاطع خیابان‌های اورونیو و سالتا در مرکز روساریو رخ داد. گزارش‌های اولیه مرگ هشت نفر، زخمی شدن شصت نفر و مفقود شدن پانزده نفر را تأیید کردند؛ بعداً هشت نفر دیگر نیز تأیید شد که جان باخته‌اند. جستجوهای روز بعد تعداد دوازده نفر فوتی را نشان داد که ده نفر از آن‌ها شناسایی شده بودند. از بین افراد مفقود، برخی در میان آوار پیدا شدند و برخی دیگر نجات یافتند. جستجوی بازماندگان در ۱۳ اوت به پایان رسید و تعداد بیست و دو نفر فوت شده تأیید شد. یک زن ۶۵ ساله که زخمی شده بود، در ۸ اکتبر درگذشت.
انفجار ناشی از نشت گاز در یک ساختمان ۳۰ ساله بود. این انفجار به شدت به یک ساختمان آپارتمانی نه طبقه نزدیک آسیب رساند و باعث فروپاشی آن شد.
مونیکا فین، شهردار روساریو، از ساکنان خواست به دلیل خطر فروپاشی بیشتر ساختمان‌ها و تسهیل کار کارکنان مدیریت بحران، از منطقه دوری کنند. خیابان‌ها پر از شیشه‌های شکسته از ساختمان‌های آسیب‌دیده بود.  
گاز و برق بلافاصله قطع شدند و دولت ملی نیروی ویژه پلیس فدرال آرژانتین را به محل حادثه اعزام کرد.
تامین‌کننده گاز طبیعی، لیتورال گاز، بلافاصله اقدام به بستن لوله توزیع به منطقه کرد. مرکز تخصص‌های پزشکی سرپایی روساریو (اسپانیایی: Centro de Especialidades Médicas Ambulatorias de Rosario) مدیریت اطلاعات مربوط به کشته‌ها و مجروحان را برعهده گرفت و چادرهایی برای بی‌خانمان‌ها آماده کرد. آتش‌نشانان و سایر کارکنان، افراد گرفتار در طبقات بالایی ساختمان‌ها را پیدا کرده و از طریق بام‌های مجاور تخلیه کردند.  
اگرچه ساختمان توسط انفجار تخریب نشد، اما خطر بالای شکست سازه‌ای باقی ماند.

## بررسی
همسایگان به مطبوعات گزارش دادند که چند ساعت قبل از انفجار بوی نشت گاز را حس کرده و به لیتورال گاز اطلاع داده‌اند. مدیر شرکت، خوزه ماریا گونزالس، گفت که شرکت هیچ تماسی دریافت نکرده و ممکن است تماس‌گیرندگان به جای شماره لیتورال گاز، شماره اضطراری ۹۱۱ را گرفته باشند. دادستان کمپورینی در دادگاه گزارش داد که ساختمان پیش از انفجار چندین نشت گاز را تجربه کرده بود.
قوه قضائیه استانی تحقیقاتی را در مورد شرایط پیرامون انفجار آغاز کرد. دادستانی یک جستجو و ضبط در دفاتر لیتورال گاز انجام داد تا عدم وجود شکایات مشتریان در مورد نشت گاز را تأیید کند. قاضی خوان کارلوس کورتو دستور بازداشت کارلوس اووالدو گارسیا، کارمند بخش مسئول خدمات گاز به منطقه، را صادر کرد. او در طول شب دستگیر شد، و دستیار او، پابلو مینو، روز بعد به پلیس تسلیم شد. بر اساس گفته‌های شاهدان، یکی از کارکنان قبل از انفجار، وقتی که از شدت نشت گاز مطلع شد، با یک ون فرار کرد، در حالی که دیگری ماند تا افراد را از منطقه در معرض خطر تخلیه کند. ون متعلق به گارسیا بود، که در طول محاکمه دچار یک واکنش استرس حاد شد. کورتو بقایای کارگاه کارمند گاز را بررسی کرد تا صحت اظهارات گارسیا را تأیید کند.
دادستان گریسیلا آروئلس گفت که بر اساس تحقیقات، لیتورال گاز به تماس‌های کمک از گارسیا که به درستی آموزش ندیده بود تا چنین وضعیتی را مدیریت کند، بی‌توجهی کرده است. قاضی پیشنهاد داد که اسناد ضبط شده از لیتورال گاز ممکن است وجود گزارش‌های مشتریان از نشت گاز را اثبات کند. کورتو معتقد بود که کارکنان ممکن است تنها مسئول نباشند و باید مسئولیت لیتورال گاز نیز بررسی شود.
پابلو مینو از زندان آزاد شد، اما کورتو از آزاد کردن گارسیا خودداری کرد و گفت که مینو دارای عامل تخفیف‌دهنده  بود که گارسیا نداشت. کار مینو ارائه ابزارهای مورد نیاز به گارسیا بود و نه انجام تعمیرات. او در خیابان بود و مراقب ون بود که به درستی پارک و قفل نشده بود و کار گارسیا را قبل از انفجار ندید. کورتو در این مرحله اولیه از اعلام بی‌گناهی مینو خودداری کرد.
به‌دلیل گسترده شدن پرونده و خارج شدن از حوزه قضایی او، کورتو خود را از محاکمه برکنار کرد و جایگزین او خاویر بلترامونه شد. بلترامونه گارسیا را از زندان آزاد کرد. شرکت لیتورال گاز از بلترامونه درخواست کرد که به‌دلیل اظهار نظر دربارهٔ پرونده به مطبوعات، خود را از محاکمه کنار بگذارد. دادگاه تجدیدنظر با رای ۲–۱ موافقت کرد که بلترامونه را برکنار کند و پرونده به پاتریشیا بیلوتا منتقل شد. گارسیا ادعا کرد که او دستوراتی که قبل از انفجار دریافت کرده بود را دنبال می‌کرده است، بنابراین بیلوتا افسران فنی لیتورال گاز را برای روشن شدن این موضوع احضار کرد. لیتورال گاز اعلام کرد که گارسیا هیچ دستوری قبل از انفجار دریافت نکرده است.
لیتورال گاز به خانواده‌های قربانیان پیشنهاد یک تسویه خارج از دادگاه داد و مبلغی حدود ۱۲۰۰ دلار آمریکا به ازای هر متر مربع از ساختمان فرو ریخته، علاوه بر غرامت برای از دست دادن زندگی، پیشنهاد کرد. معاون فرماندار خورخه هن این پیشنهاد را غیراخلاقی رد کرد. بیشتر خانواده‌ها در ابتدا این پیشنهاد را رد کردند. با این حال، تا ماه مه ۲۰۱۴ تقریباً نیمی از خانواده‌ها توافق را پذیرفتند.

## واکنش

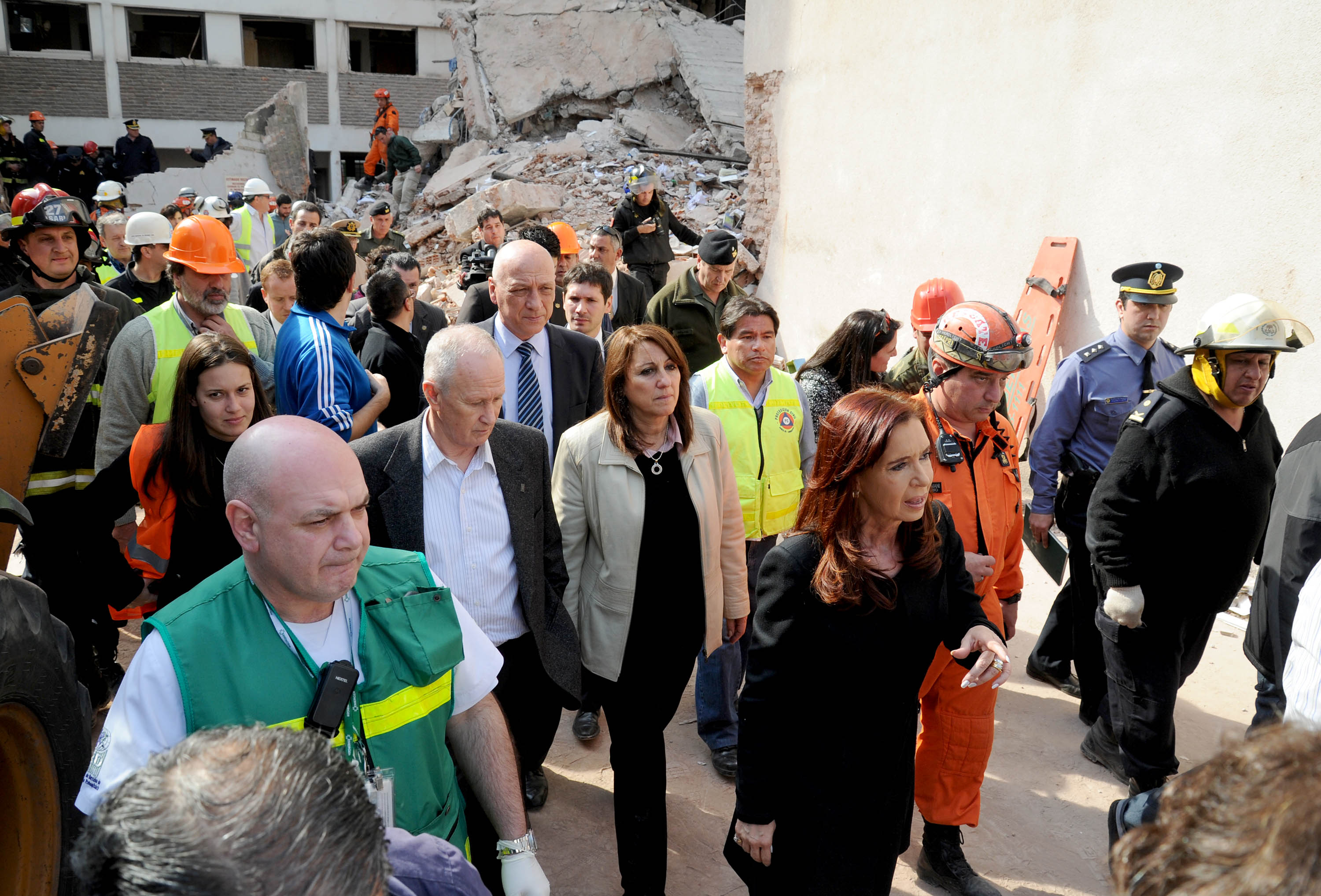
رئیس‌جمهور کریستینا فرناندز دو کرشنر و شهردار مونیکا فین در محل انفجار

انفجار کمی قبل از انتخابات مقدماتی قانون‌گذاری آرژانتین ۲۰۱۳ در تاریخ ۱۱ اوت رخ داد. فرماندار استان سانتا فه، آنتونیو بونفاتی، از احزاب سیاسی خواست که کمپین‌های خود را متوقف کنند تا برای قربانیان انفجار عزاداری کنند. نامزدهای جبهه برای پیروزی و جبهه پیشرو، مدنی و اجتماعی کمپین‌های خود را به حالت تعلیق درآوردند. و دولت ملی دو روز عزای ملی اعلام کرد. دوره عزاداری توسط تمامی نامزدها در بوئنوس آیرس و بیشتر استان‌های دیگر رعایت شد و کمپین‌های سیاسی خود را متوقف کردند.
رئیس‌جمهور کریستینا فرناندس، که به‌تازگی از یک بازدید دیپلماتیک به سازمان ملل متحد بازگشته بود، در تاریخ ۷ اوت از محل انفجار بازدید کرد. او مورد انتقاد ساکنان محلی قرار گرفت؛ برخی به‌دلیل توقف کار در محل انفجار به‌خاطر بازدید غافلگیرانه او و برخی دیگر به‌دلیل انگیزه‌های سیاسی حضور او ناراحت بودند. رئیس‌جمهور به‌طور مختصر در محل ماند، از سمار بازدید کرد و با بونفاتی دیدار کرد. کاروان کرشنر توسط اعضای لا کامپرا احاطه شده بود که تلاش کردند از تظاهرات علیه او جلوگیری کنند و خبرنگاران و ساکنان را دور نگه دارند.
چند هفته قبل از انفجار، چندین سایت شبکه اجتماعی یک کاسرولازو (تظاهرات اعتراضی با کوبیدن بر قابلمه) سراسری به نام 8A علیه کرشنر برای تاریخ ۸ اوت برنامه‌ریزی کرده بودند. این سایت‌ها پیش از این کاسرولازوهای موفقی را برگزار کرده بودند.(8N و18A) با وجود عزای ملی، تظاهرات 8A طبق برنامه‌ریزی انجام شد و با شعار «هیچ مرگ بی‌معنی دیگر» همراه بود. نامزد ریکاردو گیل لاودرا معتقد بود که کاسرولازو باید لغو می‌شد، همان‌طور که کمپین انتخاباتی لغو شد، اما نامزد دیگر، رودولفو ترگانو، از آن حمایت کرد. تعداد شرکت‌کنندگان در این تظاهرات کمتر از تظاهرات قبلی در بوئنوس آیرس و سایر نقاط کشور بود. تظاهرات در روزاریو یک کاسرولازو نبود، بلکه یک روشنایی شمع سکوت با حضور حدود صد نفر بود. یک تظاهرات دوم در روزاریو در ۲۲ اوت برگزار شد که از بنای یادبود پرچم ملی به سمت دفتر مرکزی لیتورال گاز انجام شد.
پاپ فرانسیس نامه تسلیتی به اسقف اعظم خوزه لوئیس مولاهان در روزاریو ارسال کرد و این نامه در طول یک جشن مذهبی و مراسم راهپیمایی برای سنت کائیتان در میدان ۲۵ مه خوانده شد. نیولز اولد بویز و  روساریو سنترال، دو تیم محلی فوتبال و رقبای دربی روزاریو، یک مسابقه خیریه برای قربانیان در استادیوم گابینو سوسا برگزار کردند. و لیونل مسی، که در روزاریو به دنیا آمده است، از طریق مؤسسه خیریه «لئو مسی» حمایت‌های خود را فراهم کرد. این مسابقه خیریه ۱۲۰ هزار پزو جمع‌آوری کرد. موسیقی‌دانانی همچون فیتو پائز، ویکنتیکو، باباسونیکوس، لاس پلوتاس، شاکنو پالاوچینو، سیرو پرتوسی، لیساندرو آریستیمونیو، پابلو داکال و کوکی دبرناردی در چندین شهر آرژانتین کنسرت‌هایی برای جمع‌آوری پول برای قربانیان اجرا کردند.

## نوسازی
بونفاتی اعلام کرد که استان سانتا فه کمک مالی به قربانیان انفجار ارائه خواهد کرد. از آنجا که بیشتر خانه‌ها در نزدیکی آسیب دیده‌اند، خانواده‌های متأثر شده مبلغ ۲۰٬۰۰۰ دلار برای اجاره خانه در طول بازسازی دریافت خواهند کرد. آنها همچنین ۵۰٬۰۰۰ دلار اعتبار برای خرید مبلمان و لوازم خانگی دریافت خواهند کرد که در ۶۰ ماه با سود پنج درصد پرداخت خواهد شد. شرکت‌های املاک و مستغلات روزاریو لیستی از خانه‌های اجاره‌ای برای قربانیان تهیه کرده‌اند بدون اینکه هزینه‌های معمول خود را دریافت کنند. برخی از ساختمان‌های آسیب‌دیده ممکن است بیمه‌های ارزانی داشته باشند که خطر انفجار را پوشش نمی‌دهند. برخی از خودروهای گیر افتاده در پارکینگ‌های زیرزمینی قابل بازیابی نیستند.
وقتی جست‌وجوی بازماندگان به پایان رسید، مقامات خیابان سالتا را بستند. مهندسان شروع به بررسی ساختمان‌ها در نقطه صفر کردند و تلاش کردند تا طرح اصلی خیابان را بازسازی و سازه‌های ناپایدار را تخریب کنند. عمر سعب، دبیر کارهای عمومی، گفت که دو ساختمان باقی‌مانده قابل تعمیر نیستند و باید تخریب شوند. به عنوان نشانه‌ای از احترام، تخریب ساختمان‌ها بدون استفاده از مواد منفجره انجام خواهد شد. گوستاوو لئونه، دبیر مسکن، تخمین زد که کار بازسازی تقریباً شش ماه طول خواهد کشید.
وقتی جست‌وجوی بازماندگان به پایان رسید، مقامات خیابان سالتا را بستند. مهندسان شروع به بررسی ساختمان‌ها در نقطه صفر کردند و تلاش کردند تا طرح اصلی خیابان را بازسازی و سازه‌های ناپایدار را تخریب کنند. عمر سعب، دبیر کارهای عمومی، گفت که دو ساختمان باقی‌مانده قابل تعمیر نیستند و باید تخریب شوند. به عنوان نشانه‌ای از احترام، تخریب ساختمان‌ها بدون استفاده از مواد منفجره انجام خواهد شد. گوستاوو لئونه، دبیر مسکن، تخمین زد که کار بازسازی تقریباً شش ماه طول خواهد کشید. به مردم اجازه داده شد که از ۹ اوت به صورت گروه‌های کوچک وارد خانه‌های تخریب‌شده خود شوند. خیابان‌های نزدیک از ۱۳ اوت شروع به بازگشایی کردند.
کنفدراسیون عمومی کارگری (CGT) اتحادیه‌ای است که توافقی را با انجمن کارخانجات روزاریو و دولت روزاریو امضا کرد تا مطمئن شود که تمام قربانیان انفجار شغل خود را حفظ خواهند کرد.